# Wynyardia
Wynyardia — вимерлий рід родини Wynyardiidae. Рід містить такі види: Wynyardia bassiana. Скам'янілості виявлено в Австралії (2 колекції).